# Бортолуцци, Маринелла
Маринелла Бортолуцци (итал. Marinella Bortoluzzi, 16 февраля 1939, Рим — 12 августа 2024, Червиньяно-дель-Фриули, Фриули-Венеция-Джулия) — итальянская легкоатлетка, выступавшая в прыжках в высоту. Участница летних Олимпийских игр 1960 года.

## Биография
Маринелла Бортолуцци родилась 16 февраля 1939 года в Риме.
Выступала в легкоатлетических соревнованиях за «Рому» из Рима. Трижды становилась чемпионкой Италии по прыжкам в высоту (1959, 1961, 1963). 6 сентября 1959 года в Риме впервые установила рекорд Италии (1,64 метра), в 1961 году в Остии улучшила его до 1,66.
В 1956—1962 годах входила в состав сборной Италии по лёгкой атлетике, участвовала в 13 международных соревнованиях.
В 1960 году вошла в состав сборной Италии на летних Олимпийских играх в Риме. В прыжках в высоту заняла 19-е место в квалификации, показав результат 1,55 метра — на 10 сантиметров ниже норматива, дававшего путёвку в финал.
Умерла 12 августа 2024 года в возрасте 85 лет.

## Личный рекорд
- Прыжки в высоту — 1,66 (1961, Остия)[2]